# Koloredov
Koloredov (německy: Colloredow) je název osady, jež vznikla roku 1790 jako součást sviadnovského panského dvora. Roku 1868 se Koloredov od obce Sviadnov oddělil, avšak roku 1908 tato nová obec své samostatnosti pozbyla a připojila se k obci Místek.

## Historie
Založení osady Koloredov na rozparcelovaných pozemcích sviadnovského panského dvora podnítil olomouckého arcibiskupa Antonín Theodor Colloredo-Waldsee, po němž osada získala také své jméno. Obyvatelé nové osady přicházeli zejména ze sousedního Místku a od počátku 19. století také Židé, kteří se tehdy v Místku nemohli usazovat. Roku 1868 se Koloredov oddělil od Sviadnova a stal se samostatnou obcí, v níž zejména díky aktivitě židovských podnikatelů vzniklo několik významných továren (textilka Arthura Lembergera, likérka Hermanna Löwa). Roku 1900 v obci žilo 1 716 obyvatel (1 566 katolíků, 109 židů a 41 evangelíků). Roku 1908 Koloredov pozbyl samostatnosti a stal se částí obce Místek.